# Montmurat
Montmurat là một xã ở tỉnh Cantal, thuộc vùng Auvergne-Rhône-Alpes ở miền trung nước Pháp.

## Dân số
| Năm | 1962 | 1968 | 1975 | 1982 | 1990 | 1999 |
| --- | ---- | ---- | ---- | ---- | ---- | ---- |
| Dân số | 126  | 136  | 142  | 148  | 116  | 133  |
| From the year 1968 on: No double counting—residents of multiple communes (e.g. students and military personnel) are counted only once. |      |      |      |      |      |      |